# Église Sainte-Geneviève-des-Ardents
L'église Sainte-Geneviève-du-Miracle-des-Ardents, connue au Moyen Âge sous le nom de Sainte-Geneviève-la-Petite est une église de Paris dédiée à sainte Geneviève et aujourd'hui détruite. Elle était située sur l'île de la Cité, sur l'actuel parvis Notre-Dame - place Jean-Paul-II.

## Histoire
Une chapelle Sainte-Geneviève, qui dépendait de l'abbaye du même nom située sur la rive gauche de la Seine, est attestée dès le IXe siècle. Elle est citée comme une paroisse à part entière dès 1128, ce qui en fait la plus anciennement attestée du quartier de la Cité de Paris.
L'édifice est reconstruit au XVe siècle, en partie grâce aux dons du libraire parisien Nicolas Flamel. Il s'y fait représenter vêtu d'une robe à long capuchon et portant son écritoire, symbole de sa profession, dans une niche à côté du portail. Le théologien et casuiste Jean Pontas en fut vicaire à partir de 1666.
La paroisse, comme celle de Saint-Christophe également située sur le parvis, est supprimée lors de la restructuration des paroisses de la Cité en 1747 ; elles sont réunies à celle de l'église Sainte-Madeleine. L'église est détruite dès le mois de janvier de cette année, au profit des travaux d'agrandissements de l'hospice des Enfants-Trouvés. Les contours des murs de l'église, retrouvés lors de la construction de la crypte archéologique, sont aujourd'hui matérialisés par un pavement de couleur plus claire sur le dallage du parvis.